# Erwin Mulder
Erwin Mulder (Zevenaar, 3 de março de 1989) é um futebolista neerlandês que joga atualmente pelo Swansea City.

## Biografia
Mulder nasceu e cresceu em Pannerden, Guéldria, Holanda, uma pequena aldeia perto da fronteira alemã a meio caminho entre Arnhem e  Emmerich onde nasceu o jogador de futebol Robin Gosens. O pai de Mulder era um talentoso goleiro, fazendo sua estréia no time aos 16 anos, no segundo nível amador. Mulder tem dois irmãos mais velhos.